# Goth (роман)
GOTH (яп. リストカット事件 Gosu) — лайт-новел Оцуіті про двох підлітків, які захоплюються темою смерті. Була видана в двох частинах компанією Kadokawa Shoten. За мотивами сюжету Кенді Оіва була створена манга. Англійською мовою вона ліцензована видавництвом «Tokyopop», російською — «Фабрикою коміксів».
У 2008 році за мотивами твору був знятий однойменний фільм жахів, його режисером став Ген Такахасі.

## Сюжет
Оригінальний ранобе містить шість оповідань про двох учнів вищої школи: хлопця, від імені якого ведеться розповідь, й дівчини Йору Моріно. Кожен з них відчуває інтерес до смерті та процесу вбивства. Манга-адаптація включає в себе чотири історії з дещо зміненим сюжетом.
Список сюжетних історій ранобе:
- Ґот (яп. 暗黒系 Анкокукей англ. Dark Type) — Йору Моріно знаходить в кафе щоденник, написаний серійним вбивцею. У ньому описується його третя жертва, яка на той час ще не була знайдена поліцією. Разом з головним героєм вона відшукує труп. Незабаром вбивця відправляється на пошуки нової жертви.
- Шрам на запястье (яп. リストカット事件 Рісутокатто Дзітен англ. The Wristcut Incident) — флешбек того часу, коли Моріно та головний герой ще не були друзями. Виявивши в смітті, залишеному своїм учителем, ляльку з відрізаними кистями, герой вирішує з'ясувати чи причетний його викладач до серії злочинів по членоушкодженню жителів міста.
- Собака (яп. 犬 Іну англ. Dog) — головний герой розслідує серію викрадень й вбивств собак.
- Близнюки (яп. 記憶 Кіоку англ. Memories) — о повесившейся младшей сестре Морино и подозрениях в том, что к этому причастна сама Ёру.
- Земля (яп. 土 Цуті англ. Soil) — про юнака Саекі, одержимого ідеєю поховати когось живцем. Через декілька років після вбивства їм таким способом сусідського хлопчика він знову вирішується на злочин.
- Голос (яп. 声 Кое англ. Voice) — про вбиту в лікарні старшу сестру Нацумі.

## Персонажі
- Головний Uерой — той, від чийого імені ведеться частина розповіді. Учень старшої школи, одержимий темою смерті. Його ім'я розкривається тільки в останньому розділі манги — Іцукі Каміяма.
- Йору Моріно — однокласниця головного героя. Не любить говорити з іншими людьми. На зап'ясті має глибокий шрам. У кінці з'ясовується, що це Юу.
- Містер Сінохара — викладач хімії.
- Містер Саекі — людина, що проживає недалеко від Моріно. Одержимий ідеєю похорону заживо.
- Юу Моріно — сестра Іру, повісилася. У кінці з'ясовується, що це Іру.
- Нацумі Кітадзава — молодша сестра вбитої деякий час назад Дівчини.

## Медіа-видання

### Лайт-новел
Ранобе написана Оцуіті і під назвою Goth опублікована в Японії видавництвом Kadokawa Shoten. У Північній Америці твір ліцензовано компанією Tokyopop і вперше опубліковано 7 жовтня 2008 року.

### Манґа
Перекладена англійською мовою видавництвом Tokyopop, манга вийшла 9 вересня 2008 року.. У Росії манга ліцензована видавництвом «Фабрика коміксів», й вихід тома відбувся в жовтні 2010 року.
Також манга ліцензована в Італії (видавництво Planet Manga), Франції (Pika Édition) та Німеччині (Egmont Manga & Anime).
| № | В Японії     | В Японії           | В Росії       | В Росії                |
| № | Дата виходу  | ISBN               | Дата виходу   | ISBN                   |
| - | ------------ | ------------------ | ------------- | ---------------------- |
| 1 | червень 2003 | ISBN 4-04-713553-4 | 8 грудня 2010 | ISBN 978-5-7525-2685-5 |